# 略塞塔
略塞塔（西班牙语）是西班牙巴利阿里群岛的一个市镇。总面积12平方公里，总人口4760人（2001年），人口密度397人/平方公里。